# Echeveria uhlii
Echeveria uhlii är en fetbladsväxtart som beskrevs av J. Meyrán. Echeveria uhlii ingår i släktet Echeveria och familjen fetbladsväxter. Inga underarter finns listade i Catalogue of Life.